# Anselm Feuerbach
Anselm Feuerbach (Speyer, 12 de setembro de 1829 – Veneza, 4 de janeiro de 1880), foi um pintor alemão. É considerado o principal pintor classicista da escola alemã do século XIX.

## Biografia

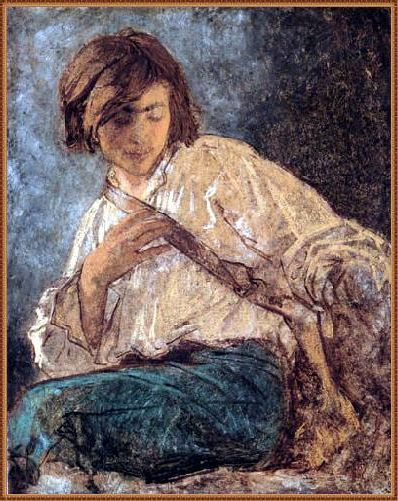
Anselm Feuerbach (1852) de Thomas Couture.

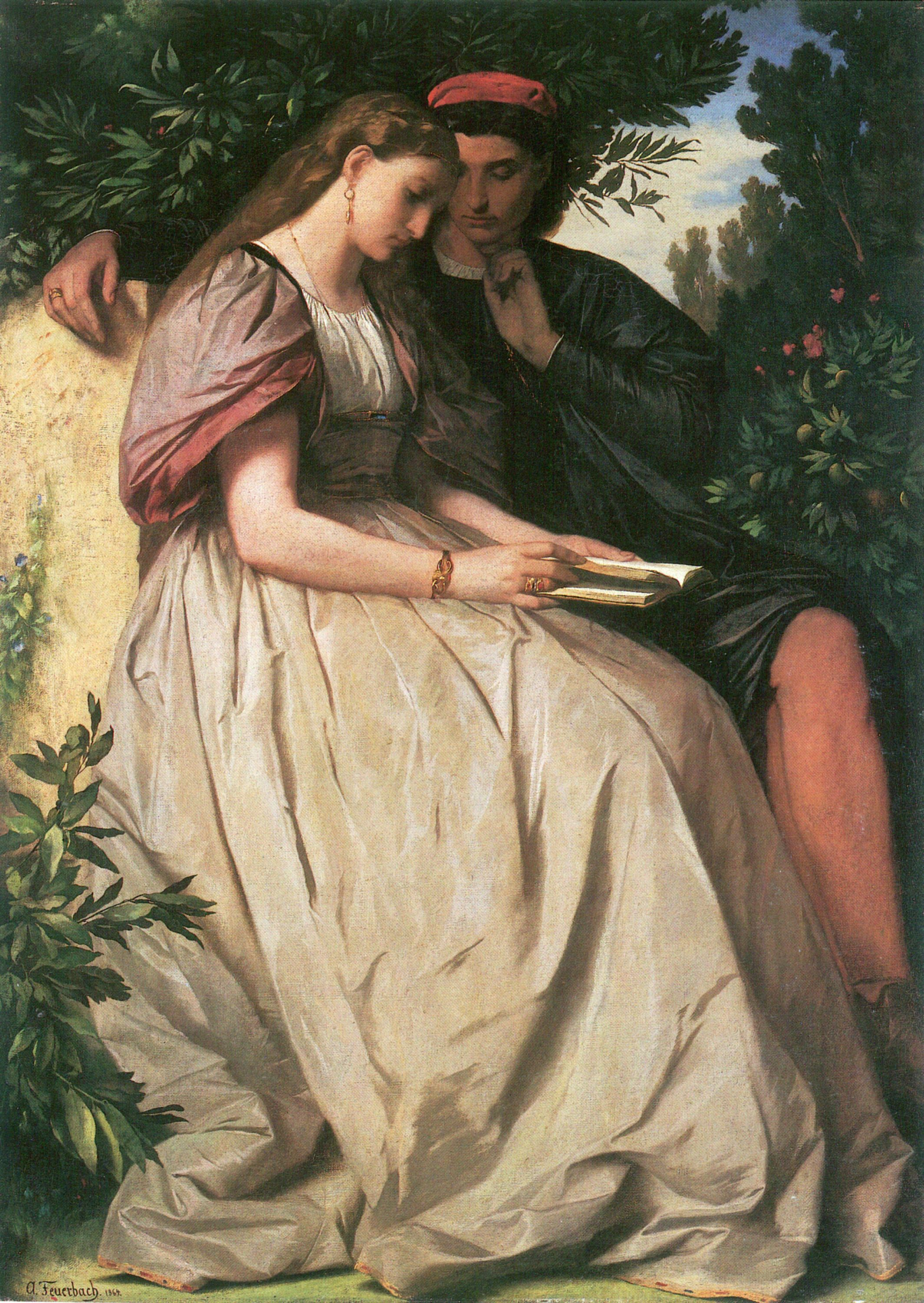
Francesca da Rimini, Paolo Malatesta c.1864

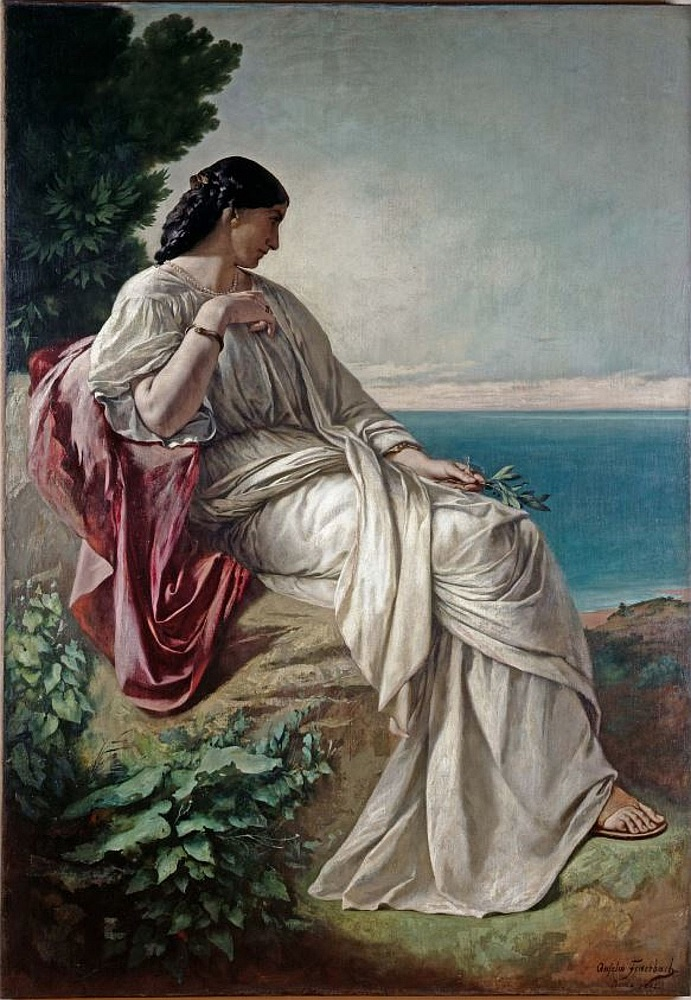
Ifigênia, primeira versão (1862) (Hessisches Landesmuseum Darmstadt)

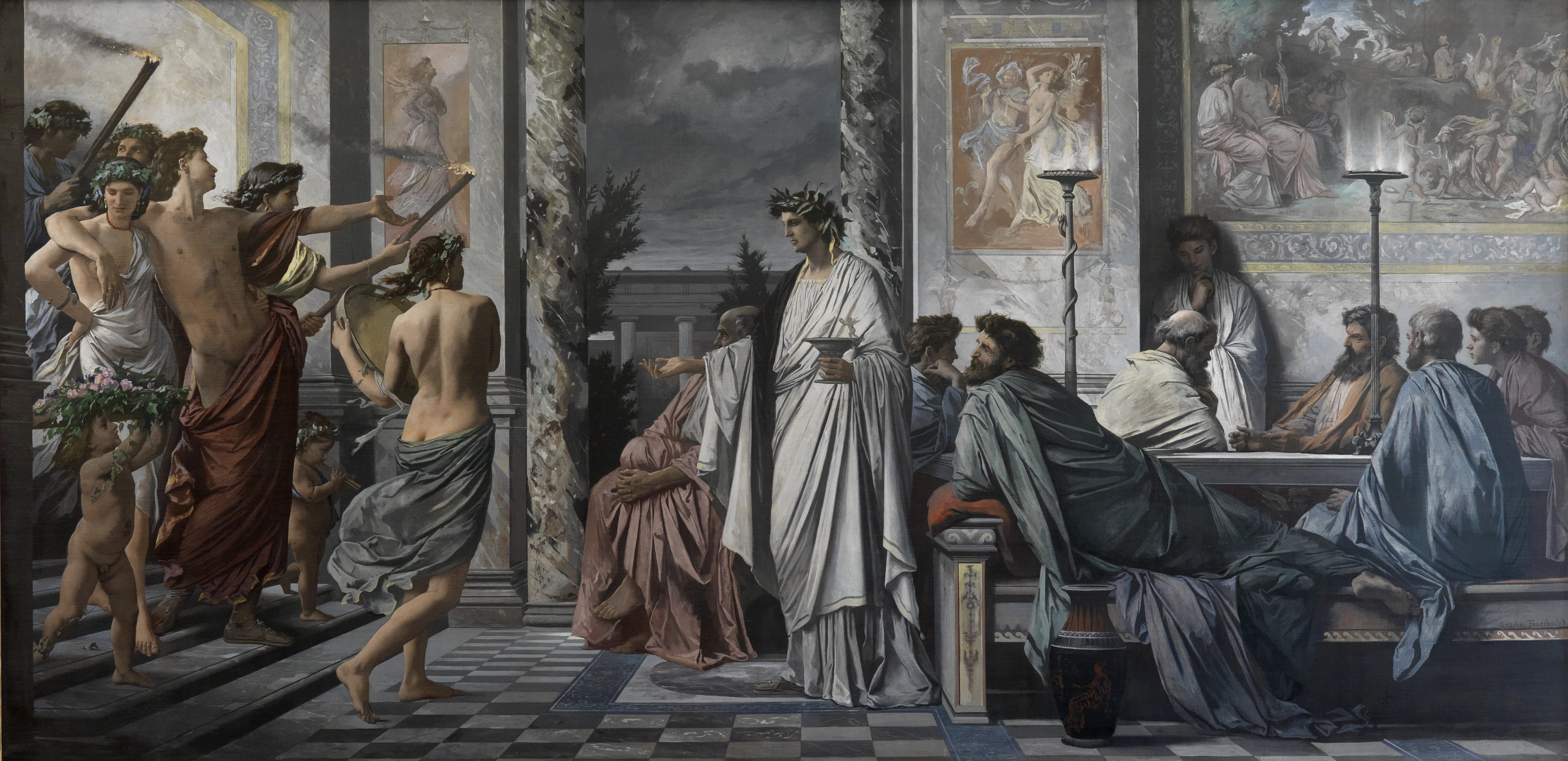
Simpósio de Platão, 1869

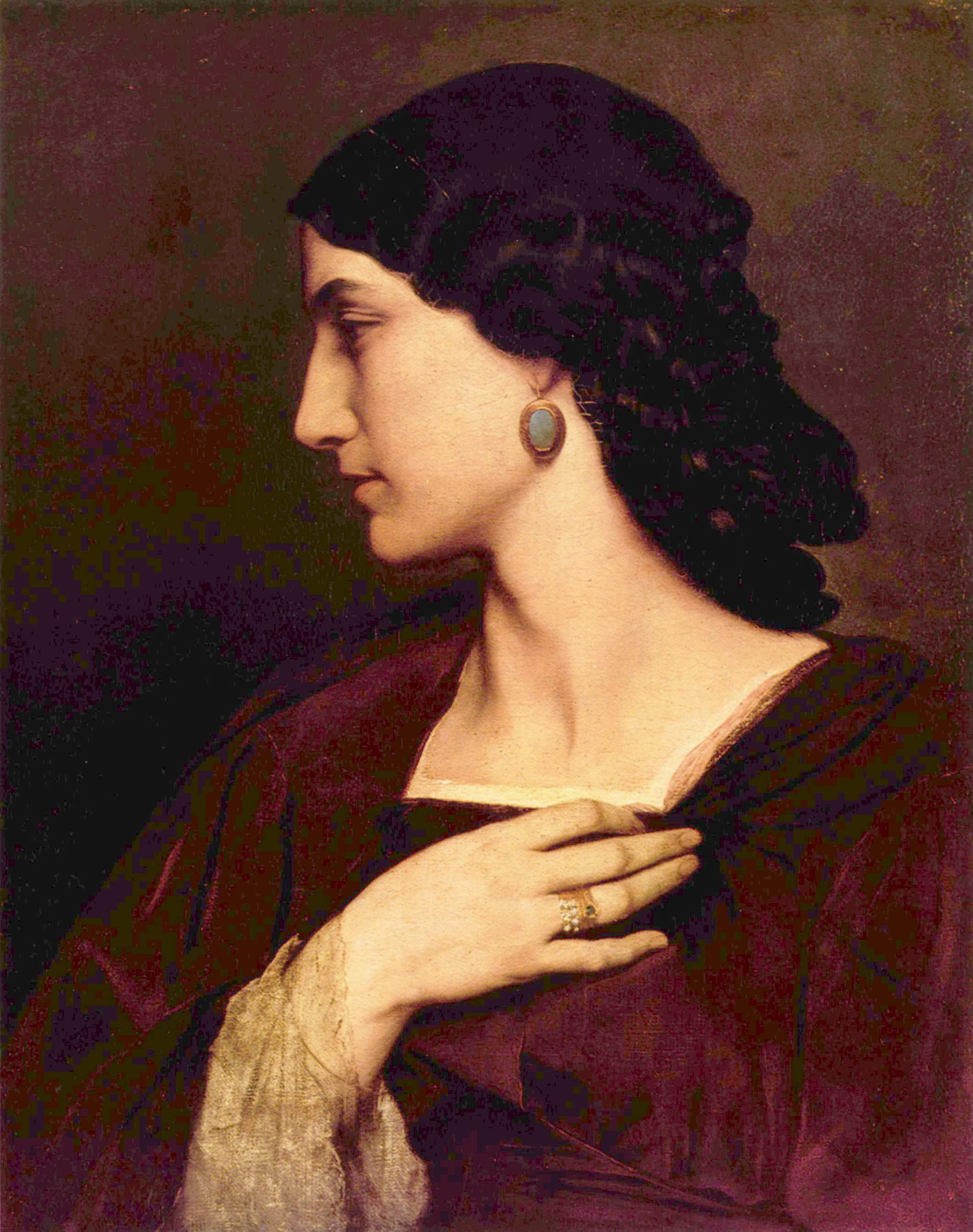
Nanna, 1861 Germanisches Nationalmuseum

Feuerbach nasceu em Speyer, filho do arqueólogo Joseph Anselm Feuerbach e neto do jurista Paul Johann Anselm Ritter von Feuerbach. A casa onde nasceu é agora um pequeno museu.
Entre 1845 e 1848 frequentou a Academia de Düsseldorf, onde foi ensinado por Johann Wilhelm Schirmer, Wilhelm von Schadow e Carl Sohn. Ele foi para a Academia de Munique, mas em 1850, junto com vários outros alunos insatisfeitos, mudou-se para a academia de Antuérpia, onde estudou com Gustav Wappers. Feuerbach mudou-se para Paris em 1851, onde foi aluno de Thomas Couture até 1854. Foi em Paris que ele produziu sua primeira obra-prima, Hafiz na Fonte (1852).
Em 1854, financiado pelo Grão-Duque Friedrich de Baden, ele visitou Veneza, onde caiu sob o feitiço da maior escola de coloristas, várias de suas obras demonstrando um estudo atento dos mestres italianos. De lá, ele continuou para Florença e depois para Roma. Ele permaneceu em Roma até 1873, fazendo breves visitas de volta à Alemanha. Em 1861 ele conheceu Anna Risi (conhecida como "Nanna"), que foi sua modelo pelos quatro anos seguintes. Em 1866, ela foi sucedida como seu modelo principal por Lucia Brunacci, esposa de um estalajadeiro que posou para suas fotos de Medéia. Em 1862, Feuerbach conheceu o Conde Adolf Friedrich von Schack, que encomendou a ele cópias dos antigos mestres italianos. O conde o apresentou a Arnold Böcklin e Hans von Marées. Os três artistas ficaram conhecidos como Deutschrömer ("Romanos Alemães") por causa de sua preferência pela arte italiana em vez da alemã.
Entre 1869 e 1874, ele pintou duas versões do Simpósio de Platão.
Em 1873, Feuerbach mudou-se para Viena, tendo sido nomeado professor de pintura histórica na Academia.  Entre seus alunos Ludwig Deutsch, Rudolf Ernst e Jean Discart. mais tarde, Feuerbach desenvolveu um desacordo com o arquiteto Theophil Hansen sobre seu mural de teto A Queda dos Titãs, pintado para o Grande Salão do novo prédio da Academia na Ringstrasse. Enquanto em Viena ele conheceu Johannes Brahms. Brahms mais tarde dedicou uma composição a Feuerbach, Nänie.

### Últimos anos
Em 1877, ele renunciou ao cargo na Academia de Viena e mudou-se para Veneza, onde morreu em 1880.  Brahms compôs Nänie, uma peça para coro e orquestra, em sua memória.
Após sua morte, sua madrasta Henriette, de quem sempre foi próximo e que sempre fez muito para promover sua carreira, escreveu um livro intitulado Ein Vermächtnis ("Um Testamento" ou "Um Legado"), incluindo suas cartas e notas autobiográficas. Provou ser um enorme sucesso e aumentou muito sua reputação póstuma.

De acordo com a Encyclopædia Britannica de 1911:
Ele estava imerso no conhecimento clássico, e suas composições de figuras têm a dignidade e a simplicidade escultural da arte grega. Ele foi o primeiro a perceber o perigo decorrente do desprezo pela técnica, que o domínio do artesanato era necessário para expressar até mesmo as idéias mais elevadas e que um desenho animado mal desenhado nunca pode ser a conquista suprema na arte. 
Suas obras estão hospedadas nas principais galerias públicas da Alemanha. Stuttgart tem a segunda versão da Ifigênia; Karlsruhe, o Dante em Ravenna; Munique, a Medéia; e Berlin, The Concert, sua última pintura importante. Outras obras importantes incluem A Batalha das Amazonas, Pietà, O Simpósio de Platão, Orfeu e Eurídice e Ariosto no Parque de Ferrara.